# ماتیاس سیلوستره
ماتیاس آگوستین سیلوستره (اسپانیایی: Matías Agustín Silvestre‎؛ زادهٔ ۲۲ آوریل ۱۹۹۷) بازیکن فوتبال اهل آرژانتین است.

## دوران باشگاهی
او فوتبال خود را از بوکا جونیورز آغاز کرد و دوران اوج خود را در پالرمو و سری آ سپری کرد.

### آث میلان
ماتیاس سیلوستره در روز ۳۰ ژوئیه ۲۰۱۳ به ارزش ۴ میلیون یورو به‌طور قرضی به آث میلان پیوست.